# Почесні громадяни Кременця
Список почесних громадян міста Кременця Тернопільської области.

## Почесні громадяни
- Андрій Пушкар (2011);
- Василь Жданкін (2013);
- Афанасій Ломакович (2013);
- Петро Мазур (2013);
- Дмитро Павличко (2013);
- Василь Скоропляс (2013);
- Роман Лубківський (2015);
- Ігор Юхновський (2016);
- Володимир Козачок (2016);
- Катерина Єрусалимець (2019);
- Микола Чорний (2019, посмертно);
- В'ячеслав Мельник (2019, посмертно);
- Дмитро Лабуткін (2019, посмертно);
- Віталій Фурсик (2019, посмертно);
- Борис Макаревич (2019, посмертно).